# Michelbach (Brettach)
Der Michelbach ist ein 4 km langer Bach überwiegend im Gebiet der Kleinstadt Gerabronn im Landkreis Schwäbisch Hall im nordöstlichen Baden-Württemberg, der bei deren Weiler Liebesdorf von rechts und insgesamt etwa Nordnordwesten in die untere Brettach mündet.

## Geographie

### Verlauf
Der Michelbach entsteht auf etwa 475 m ü. NHN am Rande einer Waldinsel zwischen dem Flurgewann Rotwiesen sowie weiter entfernt dem Ortsrand von Gerabronn im Osten und dem Flurgewann Pfingstwasen sowie weiter entfernt dem ehemaligen Schloss Ludwigsruhe im Stadtgebiet von Langenburg im Westen. Der Bach fließt in natürlicher Mulde und von einem Feldweg begleitet anfangs südwestlich, bis er von der K 2515 Ludwigsruhe–Michelbach überquert wird, die danach anfangs am linken Unterhang seines Tales weiterläuft und ihm fast bis zur Mündung nahe folgt. Kurz danach mündet von rechts ein Graben aus dem Schlosspark von Ludwigsruhe, der dort einen Teich entwässert und wie alle noch folgenden Zuflüsse nur periodisch Wasser führt.
Anschließend fließt der Michelbach mehr und mehr südlich und erreicht nach einem weiteren rechten und nun feldwegbegleiteten Zufluss den Nordrand des Gerabronner Dorfes Michelbach an der Heide, das er nach einer Aufstauung zu einem Teich am Ortsrand verdolt unter der Kreisstraße anfangs auf Südkurs durchfließt, bis er sich in der Ortsmitte an der Kreuzung der Kreisstraße mit der L 1033 von Gerabronn im Osten nach Langenburg im Westen nach Südosten wendet. Das Tal tieft sich nach dem bald folgenden unteren Ortsrand steil zu einer landschaftstypischen Klinge ein, die mit Wald bewachsen ist. Nach einem kurzen Talmäander nach Westen, an dessen stärksten Ausschlag ein Graben von der Hochebene aus seiner kurzen Unterlauf-Nebenklinge von rechts zumündet, zieht das sich langsam trichterartig weitende Waldtal südostwärts unter dem Gehöft Kupferhof auf der linken Randhöhe vorbei.
Der Michelbach unterquert gegen Ende des Klingenwaldes die Nebentalserpentine der am rechten Flusstalhang der Brettach von Gerabronn nach Elpershofen laufende L 1037, an der die bachbegleitende Kreisstraße endet und die L 1041 nach Gerabronn-Seibotenberg ansetzt. Nach weiteren 300 Metern dieser entlang durchquert der Michelbach den kleinen Weiler Liebesdorf von Gerabronn und mündet schließlich auf 314 m ü. NHN von rechts in die Brettach, die selbst nach nur etwas über einen Kilometer nunmehr südlichen Laufs nahe Elpershofen der Jagst zumündet.
Der Michelbach mündet nach 4,1 km langem Lauf mit etwa 40 ‰ mittlerem Sohlgefälle ungefähr 161 Höhenmeter unterhalb seines Ursprungs.

### Einzugsgebiet
Der Michelbach hat ein 6,7 km² großes Einzugsgebiet, das naturräumlich gesehen in Gänze zum Unterraum Bartenstein-Langenburger Platten der Kocher-Jagst-Ebenen gehört.
Im Gebiet ist die Lettenkeuper-Bedeckung (Erfurt-Formation) des Muschelkalks im Untergrund außer in den Talmulden noch vollständig erhalten. Der Michelbach fließt schon nach dem Zulauf des Grabens aus dem Schlosspark Ludwigsruhe im Oberen Muschelkalk, die später zulaufenden Bäche teils erst an ihrem Mittellauf. Den Mittleren Muschelkalk erreicht der Michelbach erst zuletzt am Eintritt ins Brettachstal an der Unterquerung der L 1037; in dessen Schichthöhe mündet er auch.
Etliche Dolinen im Einzugsgebiet, die teils noch im Lettenkeuper, teils erst im Oberen Muschelkalk ansetzen, zeigen ebenso wie die Unbeständigkeit der Zuflüsse die starke Verkarstung des Muschelkalks an. Einige der Dolinen sind Naturdenkmale und als Geotope ausgewiesen, manche davon stauen zeitweise Wasser und sind Feuchtbiotope.
Außer am tiefen Einschnitt des Michelbach-Unterlaufs ist das Gebiet eine wellige Hochebene, die am Rand ihres nördlichen Teils mehrfach Höhen von wenig über oder unter 314 m ü. NHN erreicht. Der größte Teil dieser Hochebene ist offen und steht unterm Pflug, darin eingestraut sind aber etliche Waldinseln, meist nur klein; die größte umfasst den überwiegenden Teil des Schlossparks von Ludwigsruhe, die zweitgrößte einen Teil den Strut an der westlichen Wasserscheide, auf der dort die vorgeschichtliche Langenburger Viereckschanze liegt.
Reihum grenzen die Einzugsgebiete der folgenden Nachbargewässer an:
- Das Gelände hinter der südlichen Wasserscheide fällt schon wenig nach der Mündung ins Jagsttal ab, dem dort nur zwei meist trockene Hangklingen von dieser her zulaufen.
- Jenseits der südwestlichen entsteht ein etwas längerer, ebenfalls unbeständiger Bach, der durch die Binselberger Klinge etwas weiter abwärts die Jagst bei Großhürden erreicht.
- Im Westen jenseits des Strut entspringt der Ziegelbach, der in Bächlingen mündet.
- Im Nordwesten grenzt das obere Einzugsgebiet des Schindbachs bei Atzenrod an.
- Im Nordnordwesten liegt das Quellgebiet des Holderbachs.
- Im Norden nehmen der Rötelbach und dann sein erster Zufluss Herresgraben, die nahe entstehen, den oberirdischen Abfluss zur anderen Seite auf. Der Oberlauf des Herresgrabens und eines etwas weiter nördlich gelegenen, namenlosen Bachs versinken in Dolinen und fließen im Karst zu einer Quelle, die am Michelbach bei dessen Mündungsort Liebesdorf liegt.[4]

Alle bisher genannten Nachbarbäche speisen nacheinander die Jagst unterhalb der Brettach-Mündung, die noch folgenden zwei deren Nebenfluss Brettach vor dem Michelbach.
- Im Nordnordosten liegt das Quellgebiet des Hörlesklingenbachs.
- Im übrigen Osten findet der Abfluss jenseits über die Gerabronner Schinderklinge zur Brettach.

Das Einzugsgebiet ist wenig besiedelt. Vor dem Beginn seiner Unterlaufklinge liegt das Dorf Michelbach an der Heide am Michelbach, an seiner Mündung der Wohnplatz Liebesdorf, die zur Kleinstadt Gerabronn gehören ebenso wie das Gehöft Kupferhof links über der Klinge. Daneben gibt es darin nur noch den Weiler Ludwigsruhe (früheres Schloss) der Kleinstadt Langenburg ganz im Norden. Um diesen herum gehört etwa ein Fünftel des Einzugsgebietes im Nordwesten und Westen zu Langenburg, das gesamte übrige zu Gerabronn; dieser größere Teil liegt überwiegend in der Ortsteilgemarkung von Michelbach.

### Zuflüsse und Seen
Liste der Zuflüsse und  Seen von der Quelle zur Mündung. Gewässerlänge, Seefläche, Einzugsgebiet und Höhe nach den entsprechenden Layern auf der Onlinekarte der LUBW. Andere Quellen für die Angaben sind vermerkt.
Quelle des Michelbachs auf etwa 475 m ü. NHN zwischen dem Ortsrand von Gerabronn im Ostsüdosten und Langenburg-Ludwigsruhe im Westnordwesten am Rand einer Waldinsel zwischen Rotwiesen links und Pfingstwasen rechts. Der seinen Lauf südwestwärts beginnende Bach schlägt bis zur Mündung einen langen Bogen nach links.
- Durchfließt auf etwa 467 m ü. NHN einen Kleinteich kurz vor der Straße K 2515 Ludwigsruhe–Gerabronn-Michelbach an der Heide, unter 0,1 ha.
- (Graben aus dem Schlosspark von Ludwigsruhe), von rechts und Nordwesten auf etwa 463 m ü. NHN etwas unterhalb der K 2515, ca. 0,9 km[LUBW 6] und ca. 0,7 km².[LUBW 8] Entsteht auf etwa 478 m ü. NHN im westlichen Schlosspark. Unbeständig.
  -  Durchfließt auf etwa 475 m ü. NHN den Teich im Schlosspark, über 0,2 ha.
- (Graben aus dem Grund), von rechts und Westnordwesten auf etwa 458 m ü. NHN nach dem ersten Landwirtschaftsgebäude von Gerabronn-Michelbach noch in Außenlage, ca. 0,5 km und über 0,4 km². Entsteht auf etwa 469 m ü. NHN am Ostzipfel der Waldinsel im Grund. Unbeständig wasserführender Feldweggraben in natürlicher Talmulde.
- Durchfließt auf etwa 455 m ü. NHN einen länglichen Kleinteich am Nordrand von Michelbach an der Heide, 0,1 ha.
- (Graben aus den Baurenäckern), von rechts und Westen auf etwa 400 m ü. NHN kurz nach dem Ort Michelbach in der nun bewaldeten Unterlaufklinge des Michelbachs, ca. 0,9 km und ca. 0,6 km². Entsteht in offenem Lauf auf etwa 460 m ü. NHN am Ostrand der Baurenäckern. Unbeständig wasserführender Graben in natürlicher Talmulde überwiegend neben einem Feldweg, fließt zuletzt im Wald in einer steilen Muschelkalkklinge.
- ↑ Karstquelle am Westrand des Wohnplatzes Gerabronn-Liebesdorf. Über Markierungsversuch nachgewiesene Verbindung zu zwei, rund 4 km weiter nördlich gelegenen Dolinen bei Langenburg-Neuhof im Einzugsgebiet des Rötelbachs.[4]

Mündung des Michelbachs von rechts und zuletzt Nordwesten auf 314 m ü. NHN am Rand von Liebesdorf in die unterste Brettach, die danach nurmehr etwas über einen Kilometer südwärts bis zu ihrer Mündung in die Jagst läuft. Der Michelbach ist 4,1 km lang und hat ein 6,7 km² großes Einzugsgebiet.

## Natur und Schutzgebiete
Der Michelbach ist von der Stelle an, wo er neben der L 2515 läuft, bis zum Ortsanfang von Michelbach ein völlig schlingenfreier Graben ohne jeden Baum- oder Strauchbewuchs am Ufer. Im Dorf ist er verdolt. Unterhalb in seiner Klinge fließt er etwa 2 m breit in einem 6–8 m breiten Geröllbett, in welchem er abschnittsweise auch verschwindet. An den Prallhängen steht bis 2 m hoch Fels. Beim Starkregen und anschließenden Hochwasser in der Region Ende Mai 2016 hat sich der Bach breiter und tiefer eingegraben und vormalige Gefällestufen größtenteils erodiert oder mit Geschiebe überschüttet.
Die Unterlaufklinge ab dem unteren Ortsrand von Michelbach ist Teil des Landschaftsschutzgebietes Mittleres Jagsttal mit Nebentälern und angrenzenden Gebieten. Ein Langenburger Wasserschutzgebiet reicht im und um das Strut von Westen her ein Stück weit ins Einzugsgebiet herüber.

### LUBW
Amtliche Online-Gewässerkarte mit passendem Ausschnitt und den hier benutzten Layern: Lauf und Einzugsgebiet des Michelbachs

Allgemeiner Einstieg ohne Voreinstellungen und Layer: Daten- und Kartendienst der Landesanstalt für Umwelt Baden-Württemberg (LUBW) (Hinweise)
1. 1 2 3 4  Höhe nach dem Höhenlinienbild auf dem Hintergrundlayer Topographische Karte.
2. 1 2  Höhe nach schwarzer Beschriftung auf dem Hintergrundlayer Topographische Karte.
3. 1 2  Länge nach dem Layer Gewässernetz (AWGN).
4. 1 2  Einzugsgebiet nach dem Layer Basiseinzugsgebiet (AWGN).
5. ↑  Geotope und Naturdenkmale nach den einschlägigen Layern; die Beschreibungen der letzten finden sich in der Regel nur in den mehr oder weniger kongruenten Biotopen nach dem einschlägigen Layer.
6. 1 2  Länge abgemessen auf dem Hintergrundlayer Topographische Karte.
7. ↑  Seefläche nach dem Layer Stehende Gewässer.
8. 1 2  Einzugsgebiet abgemessen auf dem Hintergrundlayer Topographische Karte.
9. ↑  Schutzgebiete nach den einschlägigen Layern, Natur teilweise nach dem Layer Biotop.

### Andere Belege
1. ↑  Abfluss-BW: Modellierte Abflusswerte an der Mündung
2. ↑  Wolf-Dieter Sick: Geographische Landesaufnahme: Die naturräumlichen Einheiten auf Blatt 162 Rothenburg o. d. Tauber. Bundesanstalt für Landeskunde, Bad Godesberg 1962. → Online-Karte (PDF; 4,7 MB)
3. ↑  Geologie nach den Layern zu Geologische Karte 1:50.000 auf: Mapserver des Landesamtes für Geologie, Rohstoffe und Bergbau (LGRB) (Hinweise)
4. 1 2  Markierungsversuch von 1972, siehe Theo Simon: Blatt 6725 Gerabronn der Geologischen Karte von Baden-Württemberg, Erläuterungen. Freiburg im Breisgau 2012, S. 72.